# Алиевы (карачаевский род)
Али́евы (кум. Алийлары) — карачаевский род узденей кумыкского происхождения.

## История

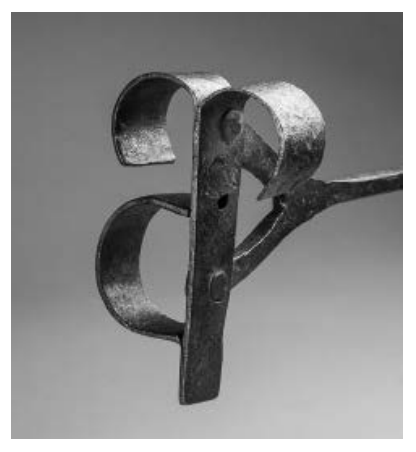
Тавро карачаевского рода Алиевых из коллекции РЭМ

Родоначальником фамилии считается Алий, который прибыл в Карачай из Дагестана в XVII веке, и по происхождению был кумыком.
Из записки о горцах Баталпашинского уезда генерал-майора Н. Г. Петрусевича 1874 года:

Четыре брата Али, Амирхан, Темрукан и Курман по торговым делам выехали из кумыкской степи. Три младших брата остались в Кабарде, а четвёртый, старший, Али перебрался в Карачай, сделавшись родоначальником Алиевых, считающихся от своего родоначальника до настоящего времени семь поколений. Али с братьями вышел из Аксаевского аула, где и теперь есть их родственники, носящие фамилию Шинаевых. 
В Карачае Алиевы обосновались в селении Карт-Джурт, позже часть Алиевых переселилась в Хурзук, Хасаут и Кисловодск.

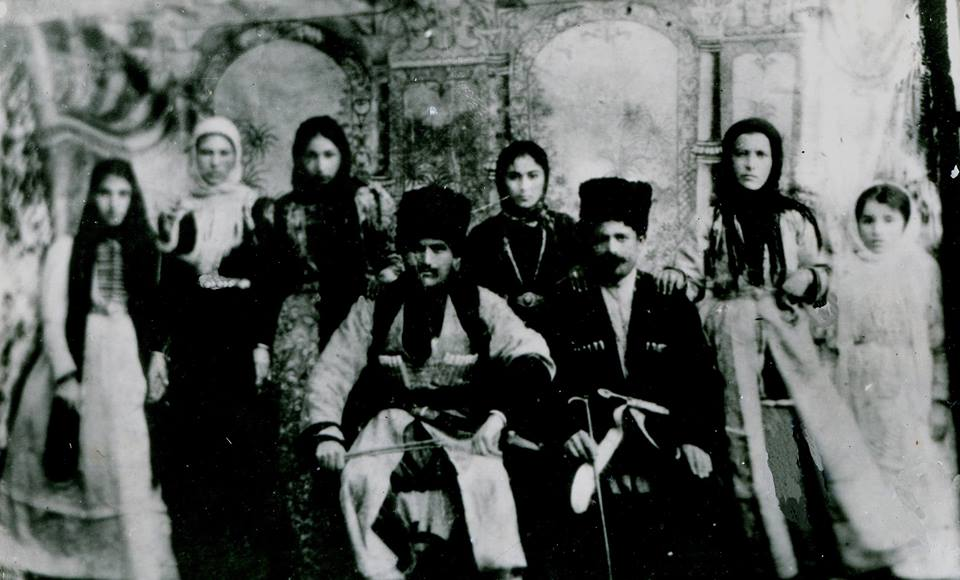
Карачаевцы Алиевы в Кисловодске (1933)

## Родословная
Род Алиевых подразделяется на 4 атаула (родовые ветви), начало которым дали внуки Алия:
- Умарлары (потомки Умара)
- Муртазлары (потомки Муртаза)
- Матчилери (потомки Матчи)
- Алиюкълары (потомки Алиюка)

Родственными Алиевым считаются карачаевский род Хасановых и балкарский род Хаджиевых.

## Генетическая генеалогия
Исследования выявили у Алиевых гаплогруппу J1, которая на Кавказе распространена преимущественно у народов Дагестана.

## Известные представители рода
- Алиев, Умар Джашуевич (1895—1937) — советский политический деятель, один из основоположников карачаево-балкароведения.
- Алиев, Умар Баблашевич (1911—1972) — учёный-тюрколог, один из основоположников карачаево-балкарского языкознания.
- Алиева, Светлана Умаровна (1936—2020) — советский и российский литературовед, писатель, общественный деятель, критик и библиограф, редактор, член Союза журналистов СССР.
- Алиев, Шахарби Магометович (1937—1991) — карачаево-балкарский актёр, режиссёр, драматург.